# Palazzo Mormando
Le palais Mormando est un ancien palais de Naples construit par Giovanni Francesco Mormando, architecte et musicien, principal représentant de la Renaissance napolitaine, en tant que résidence privée. Le bâtiment est situé Via San Gregorio Armeno. 

## Histoire et description
Le bâtiment a été construit en 1507 devant le couvent de San Gregorio Armeno. À la mort de Mormando, le palais passa aux religieuses du couvent qui l'utilisèrent pour abriter les artistes qui travaillaient à San Gregorio. Récemment, le bâtiment a été complètement restauré. 
L'architecture Renaissance est remarquable : l’escalier qui conduit à la cour repose sur des piliers et une galerie ouverte (loggia) se trouve devant la porte d’entrée. 
À l'intérieur du bâtiment, des appartements ont été créés. 

## Galerie d'images

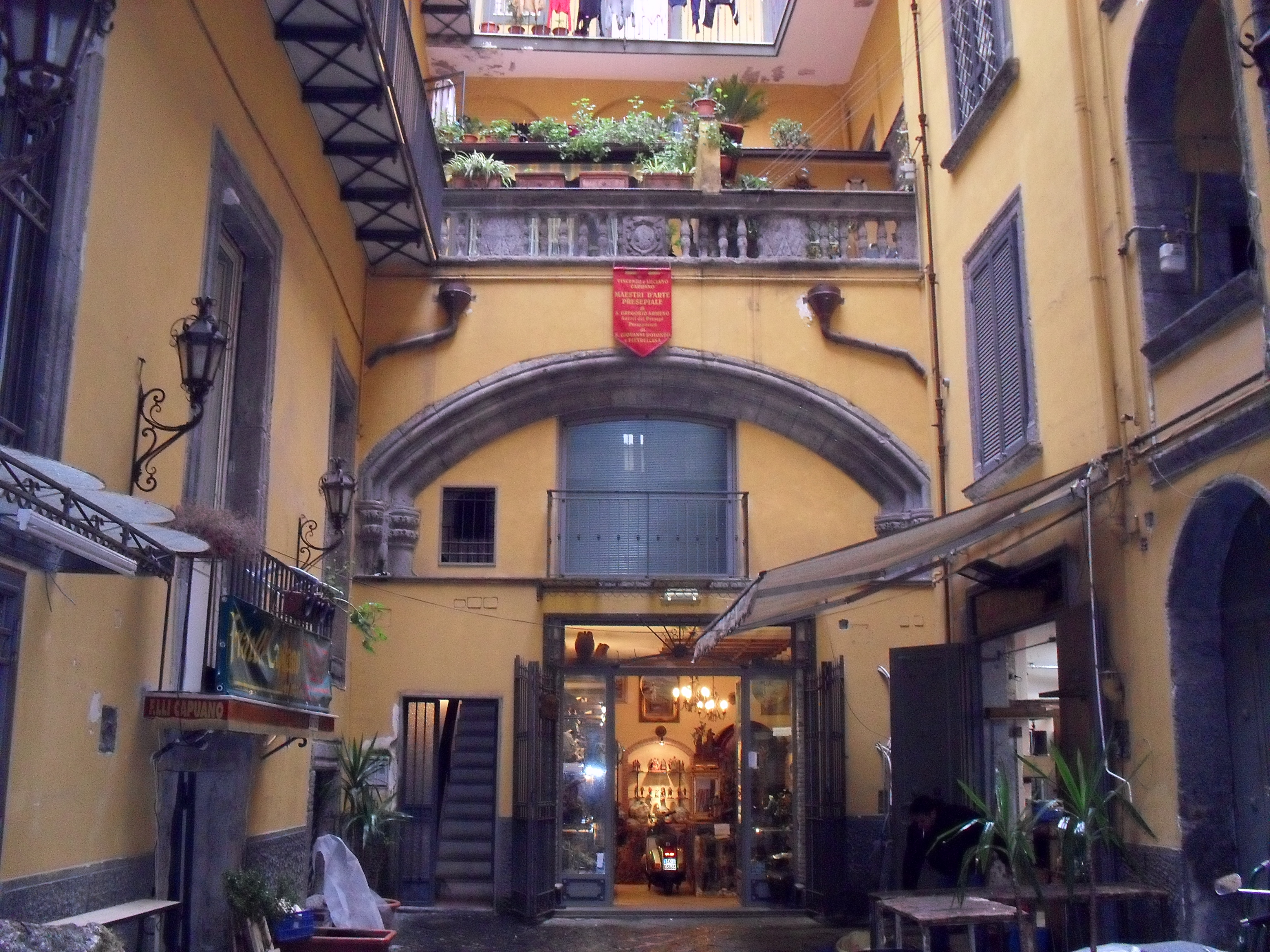
Cour intérieure.
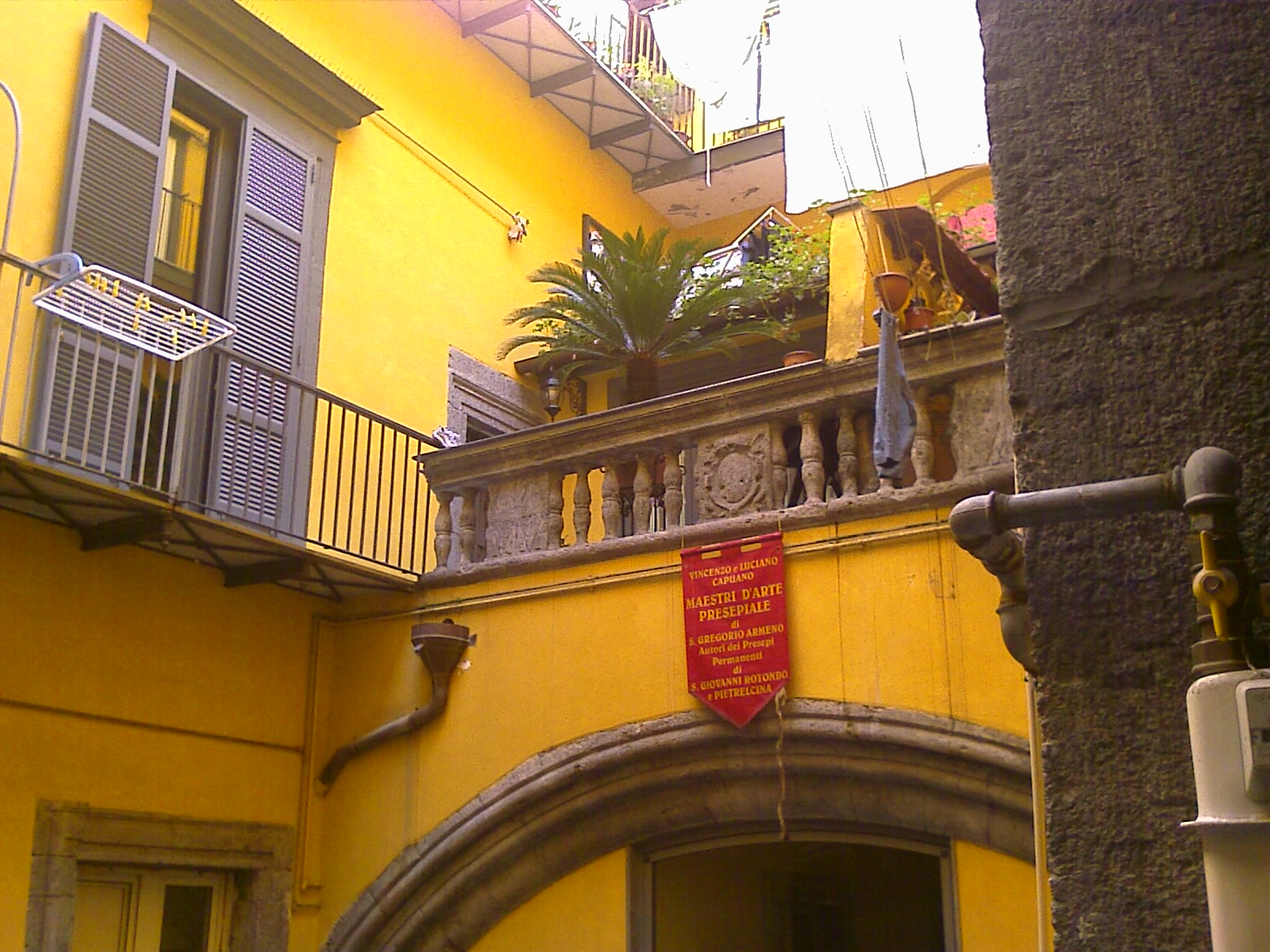
Balcon au premier étage.
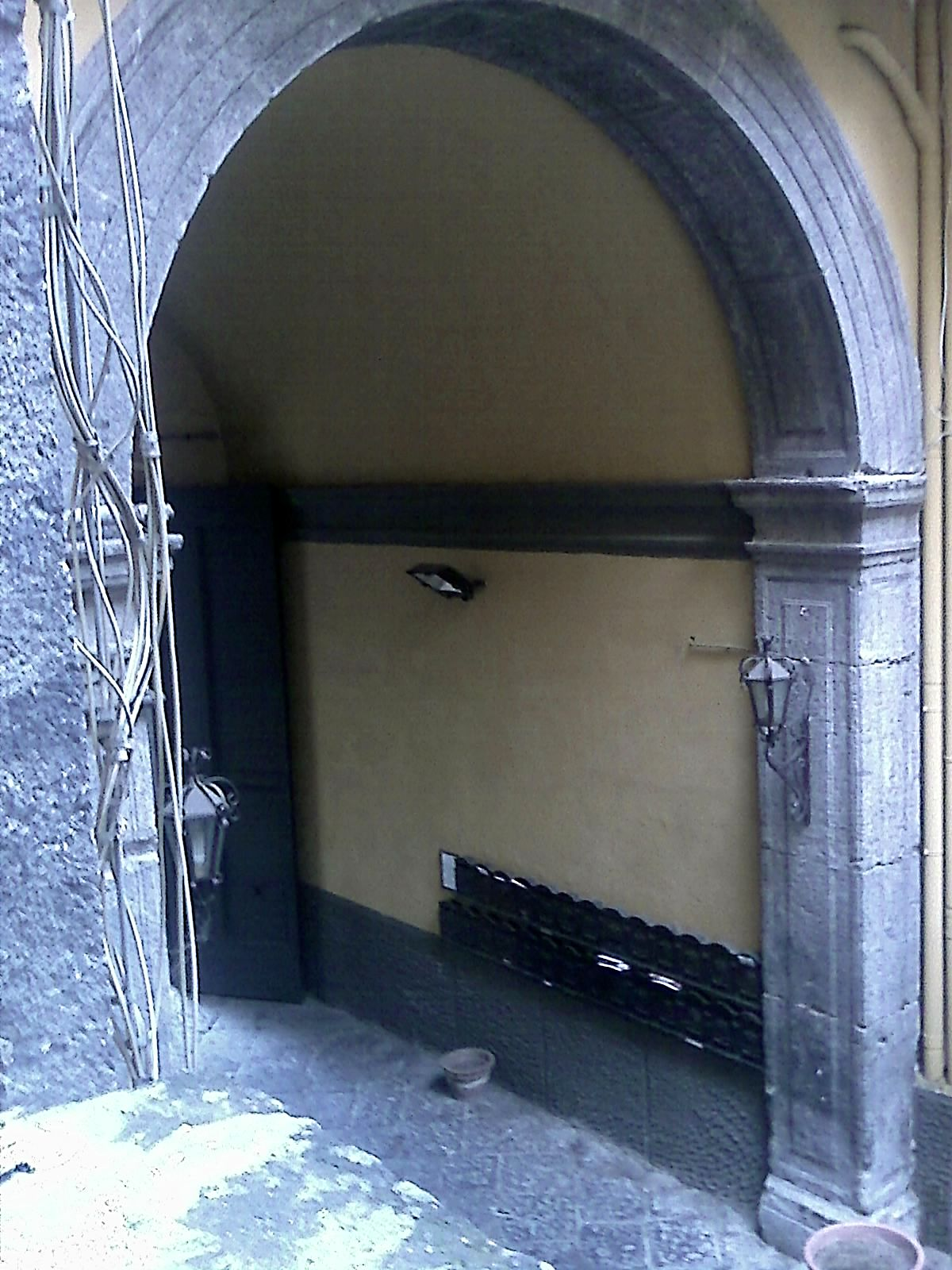
Cour avec l'arc en pépérin.